# Bloqueo (ferrocarril)

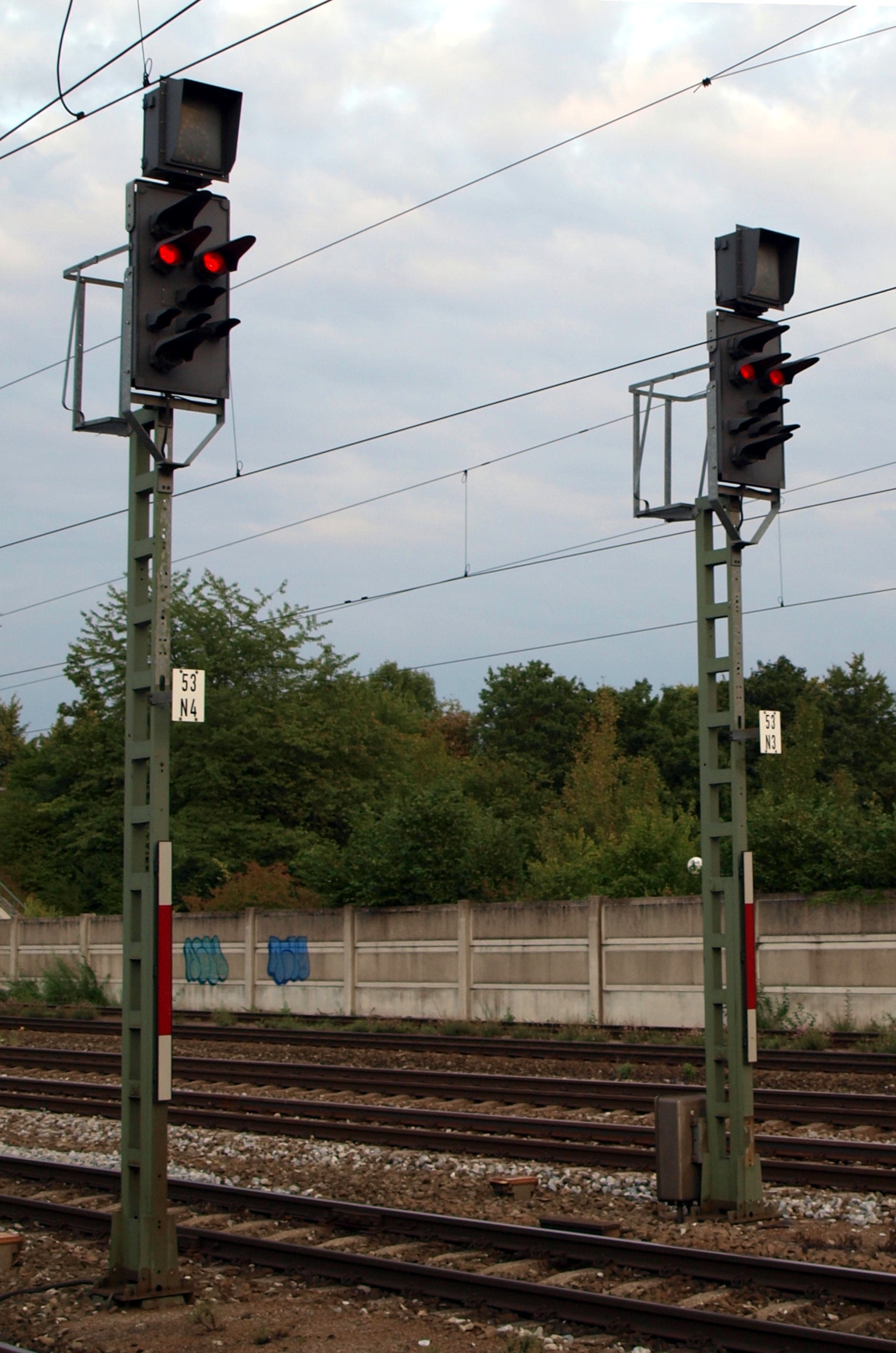
Señales luminosas de un bloqueo automático en Alemania

En el ferrocarril, el bloqueo es el sistema o proceso que permite organizar la circulación de los trenes, de manera que no colisionen durante su marcha. Esto se consigue evitando que dos trenes coincidan simultáneamente en un mismo punto, ya sea por choque frontal, alcance del tren precedente, o en el ángulo de convergencia de dos vías.
Una línea férrea está siempre dividida en tramos, denominados cantones, cuya longitud y tipo dependerán, entre otros factores, del sistema de bloqueo existente en dicho tramo. En condiciones normales, en cada cantón, solo puede haber un tren circulando. Para evitar que dos o más trenes accedan al mismo cantón, se utilizan precisamente los sistemas de bloqueo.
La forma en la que se realiza el bloqueo depende de la tecnología disponible, desde simples acuerdos verbales para evitar que dos trenes accedan a la misma vía, hasta complejos sistemas informatizados que comprueban en todo momento la posición de los trenes.

## Conceptos definitorios
Para comprender los tipos de bloqueo existentes, y su funcionamiento, se definen los siguientes conceptos:
- Responsable de circulación: persona que tiene a su cargo la dirección de la circulación en una estación, o de varias estaciones desde un puesto central, concertando la circulación de los trenes entre las estaciones que gobierna y sus colaterales.

- Estaciones colaterales: a efectos de circulación ferroviaria, una estación es colateral a la siguiente con la que tiene comunicación para concertar la circulación de los trenes entre ambas, tanto por un lado como por otro. La siguiente estación físicamente, aunque no se tenga comunicación con ella, se denomina estación inmediata

- Petición de una vía: procedimiento mediante el cual, el responsable de circulación de una estación «A» pide al de su estación colateral «B», el uso de una determinada vía para un tren que necesita expedir hacia «B». Se hace para asegurarse de que la vía por la que circulará dicho tren está libre.

- Concesión o denegación de una vía: procedimiento mediante el cual el responsable de circulación de «B», que recibió previamente la petición de la vía, concede o deniega al de «A» el uso de la misma. Se concede cuando está libre, y se deniega si está ocupada o ya se ha concedido previamente para otro tren.

- Bloquear una vía: procedimiento mediante el cual se autoriza la circulación de los trenes por una vía en un sentido determinado. A modo de ejemplo, en el caso anterior, si el responsable de circulación de «B» concede la vía al de «A», dicha vía quedará bloqueada en el sentido «A → B», pero no al contrario.

- Expedir un tren: se le llama así al hecho de ordenar al maquinista de un tren, que emprenda la marcha desde la estación en la que se encuentra.

- Orden de movimiento a un tren: información que recibe el maquinista por medio de señales fijas o señalización en cabina, sobre las condiciones de marcha que debe respetar en cada momento.

- Cantón: parte o tramo de vía en la que en condiciones normales solo puede haber un tren. Están protegidos por señales fijas o señalización en cabina, que informan al maquinista del estado de ocupación de dicho cantón.

- Ocupación y liberación de un cantón: se considera que un cantón está libre cuando no está reservado para ningún tren de trabajos o pruebas mediante la Entrega de Vía Bloqueada, o cuando en condiciones normales no hay ningún tren en él.

## Primeros bloqueos

### Bloqueo por horario

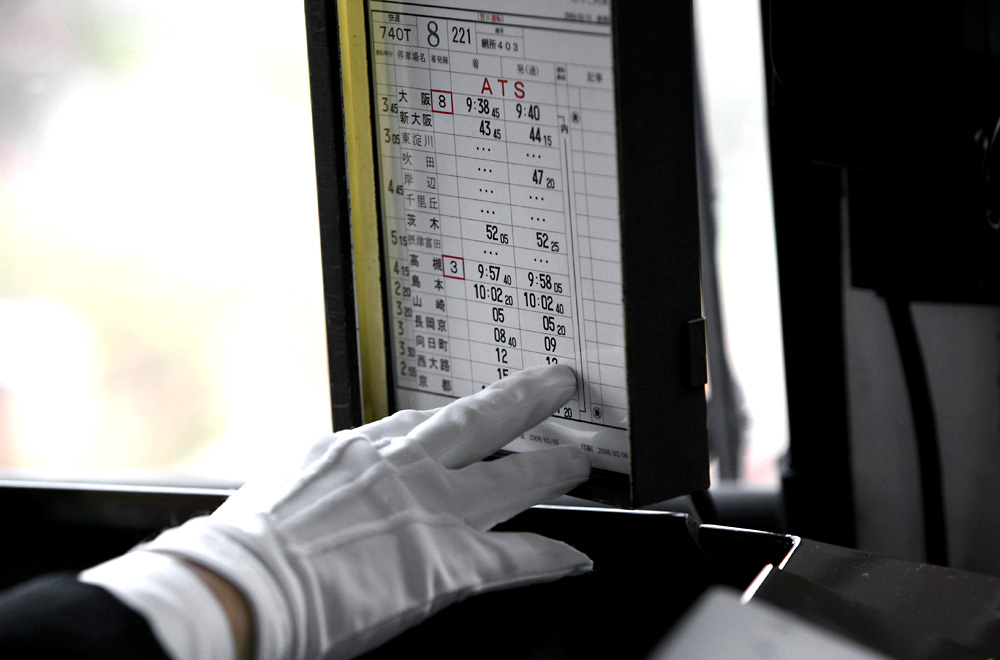
Tabla de horarios a bordo de un tren.

La primera forma de bloqueo utilizada, y la más sencilla al menos en necesidades de equipamiento, es la de explotar el sistema de acuerdo con una tabla de horarios.
Para los primeros trenes se elaboraba un libro de horarios que la tripulación debía conocer. El horario evitaba que dos trenes utilizaran la misma sección de vía al mismo tiempo. Los trenes solo podían circular según el horario en el que tenían la vía asignada. Cuando los trenes circulan en sentidos opuesto en vía única, los puntos de cruce aparecen reflejados en la tabla de horarios, de modo que cuando un tren llega al punto de cruce no puede continuar hasta que no llegue el tren contrario. En ocasiones, la tripulación de los trenes debía intercambiar algún mensaje para garantizar la liberación de la vía.
Los problemas de este tipo de bloqueo son graves. En primer lugar, no existe una confirmación de que la vía esté libre, sino de que según el horario está previsiblemente libre. Al tener que esperar unos trenes a los otros, si uno de los trenes se tiene que detener por una incidencia técnica el otro tren debe esperar a que su compañero reemprenda la marcha y llegue al punto establecido, acumulando el mismo retraso que el tren averiado. Para reducir las incidencias, los tiempos de viaje son muy largos para permitir que en caso de detención imprevista los trenes puedan recuperar posteriormente el tiempo perdido o avisar por otros medios de la cancelación de su circulación. Otro problema es la falta de flexibilidad, ya que no se pueden añadir nuevos trenes que no estuvieran previstos cuando se elaboró el libro de horarios.
El sistema fue muy útil en los inicios del ferrocarril, pero poco a poco se fue abandonando por nuevos sistemas de bloqueo. Actualmente la inseguridad del método impide la utilización de este tipo de bloqueo.

### Bloqueo por telégrafo
La invención del telégrafo, permitió que las órdenes de circulación llegaran a las estaciones antes que los trenes. Al principio se mantuvo el bloqueo por horario, utilizando la comunicación por telégrafo entre estaciones para informar de cancelaciones y cambios en el horario previsto.
Poco a poco el uso del telégrafo para coordinar las estaciones se fue extendiendo sin la necesidad de que existiera una tabla de horarios, coordinándose entre estaciones colaterales independientemente de la hora, o de que el tren estuviera previamente establecido.
Finalmente se abandonó el bloqueo por horario para utilizar tan solo un bloqueo por mensajes, en el que las estaciones colaterales se ponen de acuerdo sobre el uso del tramo de vía intermedio. Una vez acordada una circulación, no se puede realizar otra circulación por ese tramo de vía hasta que se recibe la confirmación de que el anterior tren ha completado el tramo.

## Bloqueos actuales
Los sistemas de bloqueo han ido evolucionando con la tecnología, de modo que actualmente existen numerosos de ellos. Cada país utiliza sus propios bloqueos, aunque su finalidad es en definitiva la misma.

### Bloqueo por mensajes
Entre ellos podemos distinguir los siguientes:
- Bloqueo Telefónico Nominal (BT)
- Bloqueo Telefónico Supletorio (BTS)

Como extensión del bloqueo por telégrafo, este tipo de bloqueos se basan en el intercambio de mensajes (telefonemas) entre las estaciones colaterales, o entre las estaciones y un puesto de mando central, para coordinar la circulación de los trenes y evitar que dos coincidan en el mismo punto. Entre estaciones colaterales solo existe un cantón por vía, por lo que solo puede haber un tren por cada vía entre una estación y la siguiente.
| Bloqueo por mensajes |
| --- |
| |
| Existe un único cantón entre estación y estación. El tramo solo queda libre cuando el tren llega a la siguiente estación. |

El método de comunicación más utilizado es el teléfono, de ahí que se le conozca como bloqueo telefónico. Para evitar confusiones, los mensajes que se intercambian, denominados telefonemas, están preestablecidos en la normativa y deben reproducirse íntegramente.
La sencillez tecnológica de este tipo de bloqueo hace que también sea utilizado en caso de anormalidad, el conocido como bloqueo telefónico supletorio, cuando falla el sistema principal en líneas con otros sistemas de bloqueo más avanzados.
En el caso particular de los bloqueos de vía doble no banalizada (BAD, BLAD), al tratarse de vías equipadas con señales de bloqueo únicamente en el sentido de circulación habitual de la línea, cuando por cualquier circunstancia se deben expedir trenes a contravía, se hará al amparo del bloqueo telefónico. Esta circunstancia se denomina Banalización Temporal de Vía (BTV).

### Bloqueo con supervisión eléctrica

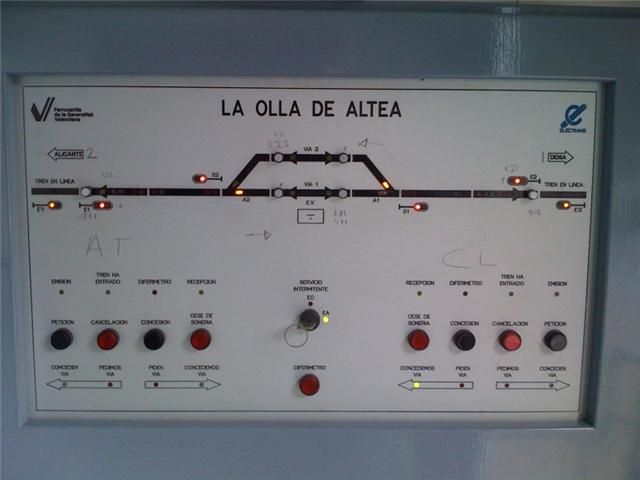
Panel de un bloqueo eléctrico manual, a través del que se intercambian mensajes con las estaciones colaterales.

Entre ellos podemos distinguir los siguientes:
- Bloqueo Eléctrico Manual (BEM)

En este tipo de bloqueos, también existe un solo cantón por vía entre estaciones, y es necesaria la comunicación entre los responsables de circulación de las mismas para concertar y organizar el paso de los trenes, al igual que en el bloqueo telefónico.
La diferencia estriba, pues, en la manera en la que se intercambian los mensajes entre estaciones. En estos casos, no existen mensajes; cada responsable de circulación pide la vía a su estación colateral mediante unos dispositivos instalados en unos paneles de mando, manualmente de manera puramente eléctrica. El agente que recibe la petición de la vía, a través de su cuadro de mando correspondiente, la concederá o la denegará de la misma manera. Caso de denegarla, la señal de salida de la estación que pidió la vía, no podrá permitir el paso, por consiguiente el tren no podrá se expedido.
Son una evolución de los bloqueos por mensajes o telefónicos, de manera que evitan en gran medida un posible error humano de los responsables de circulación de las estaciones. Los telefonemas son sustituidos por peticiones y concesiones de vía utilizando un enclavamiento eléctrico.

### Bloqueos automáticos
Entre ellos podemos distinguir los siguientes:
- Bloqueo de Liberación Automática (BLAU, BLAD, BLAB)
- Bloqueo Automático en Vía Única (BAU)
- Bloqueo Automático en Vía Doble (BAD)
- Bloqueo Automático en Vía Doble Banalizada (BAB)
- Bloqueo de Señalización Lateral (BSL)

En los bloqueos automáticos puede existir más de un cantón entre estaciones, mejorando así la explotación, debido a que la infraestructura puede permitir un mayor número de trenes circulando al mismo tiempo entre dos estaciones colaterales. En este caso el tramo de vía entre dos estaciones colaterales, que comprende varios cantones, se denomina trayecto.
| Bloqueo automático |
| --- |
| |
| Existen varios cantones entre estación y estación, permitiendo la circulación de más de un tren en la misma sección, siempre que no se encuentren en el mismo cantón. |

En este caso, los responsables de circulación, actuando sobre sus cuadros de mando correspondientes, ya sea en la propia estación (mando local) o desde un centro de control de tráfico centralizado (CTC), bloquean una determinada sección de vía en un sentido o en otro, es decir, permiten el paso de los trenes en un sentido o en el inverso. Cuando la vía queda bloqueada en un sentido, pueden empezar a circular trenes en dicho sentido; la liberación de los cantones se va produciendo automáticamente cuando el tren que lo ocupaba abandona dicho cantón, permitiendo al siguiente tren entrar y seguir avanzando. La información del estado de ocupación de los cantones sucesivos que se va encontrando un tren en su marcha, se da a conocer al maquinista por medio de señales luminosas, que van cambiando de aspecto con la sucesión de los trenes, cerrándose cuando está ocupado, y permitiendo el paso en la indicación que corresponda cuando está libre. A este tipo de señalización se le conoce como señalización lateral.

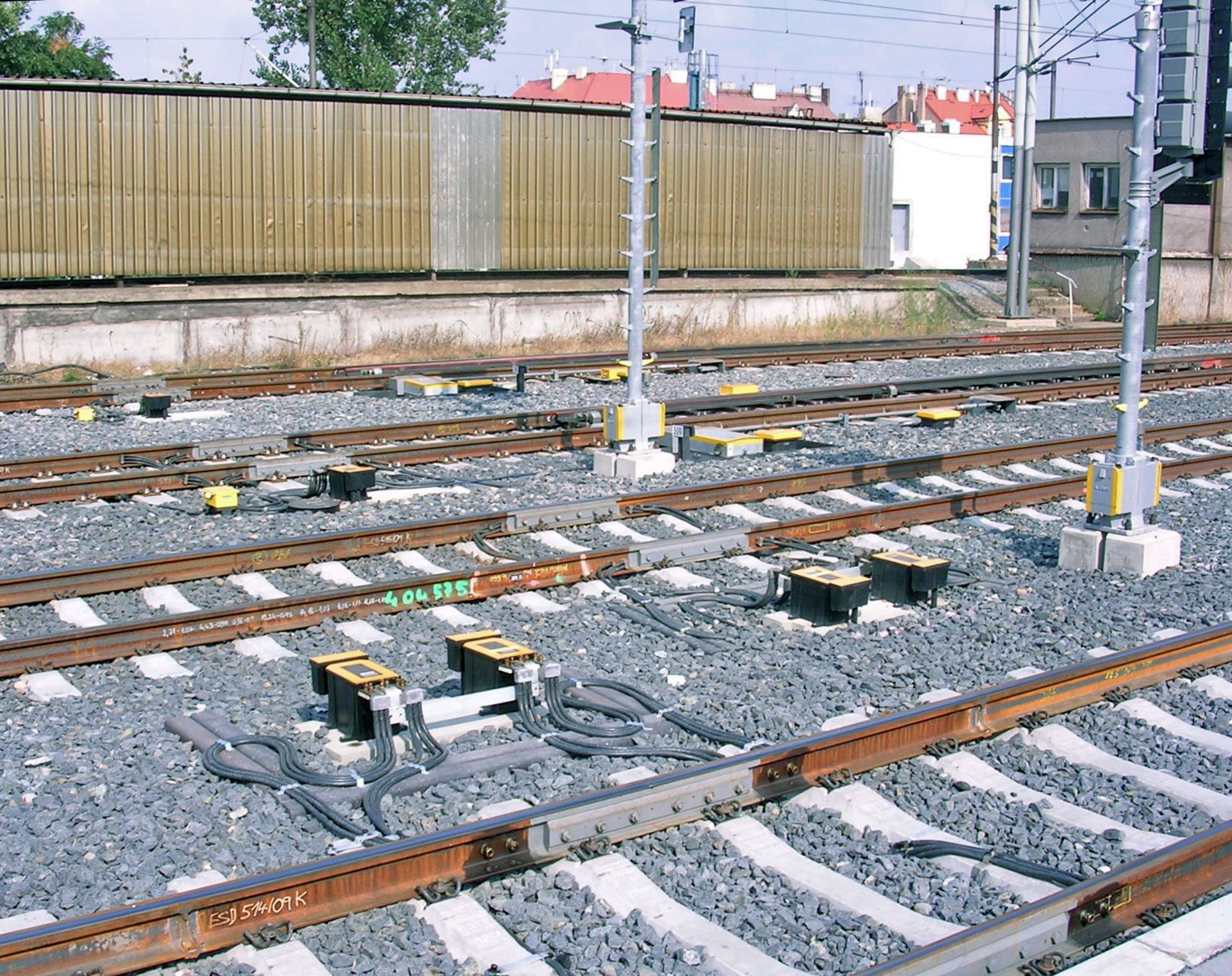
Cableado e instalaciones de un bloqueo automático junto a unas vías en Praga.

La detección de la posición de los trenes por el sistema, se realiza a través de circuitos de vía (BA y BSL) o de pedales contadores de ejes (BLA). También se cierran de forma automática las señales que protegen aparatos de vía que no están en la posición adecuada para acceder a ellos, a través de la vía a la cual da órdenes dicha señal.
Las ventajas de estos bloqueos residen en una mejora de la explotación y la regularidad, permitiendo mayor número de trenes simultáneamente en circulación entre estaciones, al haber más de un cantón; y en un aumento de la seguridad, ya que se evita un posible fallo humano al expedir los trenes de las estaciones.
Aunque todos los bloqueos automáticos se basan en los mismos principios, la evolución de la tecnología ha hecho que existan grandes cambios entre los más primitivos y los más actuales, pasando desde sistemas mediante circuitos eléctricos muy simples a sistemas completamente informatizados.
El BLA sirve para automatizar el control del tráfico y suprimir el bloqueo telefónico gracias a la instalación de pedales contadores de ejes asociados a las señales de entrada y de salida. Si bien automatiza la circulación de los trenes, al igual que en el BT o el BEM (y a diferencia del BA), sólo permite la circulación de un solo tren entre estaciones colaterales al disponer de un único cantón entre señales de entrada.

### Bloqueos de control automático
Entre ellos podemos distinguir los siguientes:
- Linienzugbeeinflussung (LZB)
- Transmission Voie-Machine (TVM)
- Sistema Europeo de Gestión del Tráfico Ferroviario (ERTMS)

Los bloqueos de control automático (BCA) son en la actualidad los más avanzados, y aunque su nombre pueda recordar a los automáticos, difieren bastante de éstos.
En estos bloqueos, los responsables de circulación establecen los itinerarios a seguir por los trenes de manera informática y relativamente similar a los bloqueos automáticos. La gran diferencia está en cómo son y cómo se dan esas órdenes de movimiento a los maquinistas de los trenes.
La detección de los trenes por el sistema se puede hacer mediante circuitos de vía, señales de radio, o incluso GPS. Cuando el sistema recibe esta información, y basándose en la misma, emite una autorización de movimiento al resto de trenes en transmisión con el sistema, que es visualizada por el maquinista mediante unos aparatos en la cabina de conducción. Este método es conocido como señalización en cabina.
Estas autorizaciones de movimiento que recibe en maquinista en la cabina, se las conoce como magnitudes guía, y pueden ser las siguientes:
- Velocidad Límite: la que no debe superar el tren en ese instante.
- Velocidad Meta: la que no debe superar el tren a partir de un punto situado a una cierta distancia, conocida como distancia meta.
- Distancia Meta: la distancia restante hasta el punto en el cual se produce un cambio de velocidad límite.

Al conocer el sistema la posición prácticamente exacta de cada tren, es capaz de transmitir al resto de trenes unas magnitudes guía actualizadas casi continuamente, a diferencia de otros bloqueos que al hacerlo a través de señales fijas instaladas en la vía, solo actualizan dicha información al maquinista cada vez que el tren pasa por una de estas señales. Esto supone una gran ventaja, ya que permite poner en circulación un mayor número de trenes al mismo tiempo y a mayor velocidad.
Otra gran ventaja para la seguridad, es que al recibir continuamente la velocidad límite en cada momento, si un tren tuviera que reducir su velocidad debido a una limitación, un punto de parada, etc, el sistema crea una curva de frenado que debe ser respetada por el personal de conducción, y en caso de no hacerlo, se aplicaría automáticamente el freno de emergencia.

### Otros bloqueos
Los bloqueos anteriores, están pensados para la circulación de trenes en condiciones normales. A veces es necesario realizar tareas de mantenimiento o pruebas, que no son compatibles con la circulación normal, o incluso circular en condiciones especiales debido a algún fallo en el bloqueo normal de una determinada línea. Para estos casos, se establecen los tipos de bloqueo descritos a continuación.

#### Bloqueos por labores de mantenimiento o pruebas
Entre ellos podemos distinguir los siguientes:
- Entrega de Vía Bloqueada (EVB)
- Bloqueo por Ocupación (BO) - (extinto)

Periódicamente, se realizan tareas de mantenimiento de la infraestructura, pruebas, etc, que suelen ser en la mayoría de casos incompatibles con la circulación normal. Si para realizar dichas tareas fuera necesario el uso de algún tren de trabajos, para concertar la circulación de éste, se establece la entrega de vía bloqueada (EVB).
Ya que los trenes empleados para estas labores han de poder parar en plena vía, ser fraccionados, retroceder sin necesidad de autorización, realizar trabajos, etc, se les deja reservado un determinado trayecto para ellos de manera que ningún otro tren pueda acceder al mismo, y de esta manera dejar ese tramo de vía exclusivamente a su disposición. Este procedimiento lo llevan a cabo los responsables de circulación, que mediante los dispositivos a su disposición, cierran a la circulación normal el trayecto necesario.
Determinados trenes de trabajos o vagonetas de mantenimiento, no cortocircuitan la vía, es decir, no son detectados por el sistema en aquellos bloqueos que lo requieren, como los automáticos. Cuando dichos trenes circulan hacia un lugar, aunque no lo hagan con funciones de mantenimiento, también se establece la EVB para concertar su circulación normal.
También existió el denominado bloqueo por ocupación (BO), cuya finalidad y maneras de operar eran muy similares a la EVB. Con la entrada en vigor del Reglamento de Circulación Ferroviaria (RCF) a principios de 2017, que sustituye al antiguo Reglamento General de Circulación (RGC), el bloqueo por ocupación quedó sustituido definitivamente por la entrega de vía bloqueada en toda la red ferroviaria española.

#### Bloqueos supletorios
Entre ellos podemos distinguir los siguientes:
- Bloqueo Telefónico Supletorio (BTS)
- Bloqueo de Señalización Lateral (BSL)

Cada línea férrea tiene como bloqueo nominal uno de los anteriormente mencionados. Los bloqueos que no son telefónicos, como por ejemplo los que tienen supervisión eléctrica, los automáticos o los de control automático, requieren de unas instalaciones especiales para su funcionamiento.
A veces, estas instalaciones son objeto de fallos y anormalidades, ya sea por problemas en las señales, en los sistemas de detección de trenes, en la comprobación de itinerarios establecidos, etc. Para que los trenes puedan seguir circulando con seguridad pese al fallo de estas instalaciones, se establecen los llamados bloqueos supletorios, que se superponen al nominal de la línea cuando éste no funciona.
Uno de ellos, el más básico, es el bloqueo telefónico supletorio (BTS). Es utilizado en aquellas líneas cuyo bloqueo normal requiere de instalaciones especiales, y éstas hayan dejado de funcionar. Por ejemplo, en una línea con un bloqueo automático, o eléctrico manual, si éste dejase de funcionar, normalmente se establecería el BTS en el trayecto afectado. Su manera de operar y su principio de funcionamiento son similares a las del bloqueo telefónico normal (BT), aunque con unas prescripciones de circulación que difieren de él en ciertos aspectos. Su sencillez tecnológica hace que no se requiera más que un teléfono que comunique dos estaciones colaterales, para que los responsables de circulación puedan concertar la circulación de trenes entre ambas.
Otro es el conocido como Bloqueo de Señalización Lateral (BSL). Si bien puede ser utilizado como un bloqueo nominal, también puede ser aplicado como alternativo en aquellas líneas de Alta Velocidad en las que el bloqueo nominal es de control automático (BCA). Cuando la instalación falla, o algún tren en circulación pierde la transmisión de datos con el sistema de BCA, se establece, o bien en el tramo de línea afectado o bien para el tren en cuestión, respectivamente, la circulación al amparo del BSL con el sistema de protección ASFA. Su manera de operar y su principio de funcionamiento son similares a las del bloqueo automático (BA), con algunas similitudes a los bloqueos de liberación automática (BLA). En el caso de líneas convencionales donde se opera con BCA como bloqueo nominal, el bloqueo alternativo por anormalidad será el bloqueo automático (BA) o el de liberación automática (BLA).

## Detección de los trenes
Una vía férrea se divide en cantones, tramos en los que en condiciones normales solo puede haber un tren al mismo tiempo. Es necesario que el maquinista sepa el estado de ocupación de los cantones a los que va accediendo durante la marcha del tren, de lo cual se le informa mediante señales fijas instaladas al lado de la vía y que van cambiando de aspecto, o mediante indicaciones en los aparatos de señalización en cabina.
En los bloqueos automáticos, de liberación automática, y de control automático, la ocupación de un cantón por un tren o la liberación del mismo se detecta por el propio sistema, el cual actúa automáticamente sobre las señales fijas u órdenes en cabina que protegen y dan acceso los distintos cantones. Por consiguiente, en estos bloqueos es una condición de seguridad indispensable detectar adecuadamente la presencia de un tren, y existen varios sistemas para hacerlo:

### Contadores de ejes

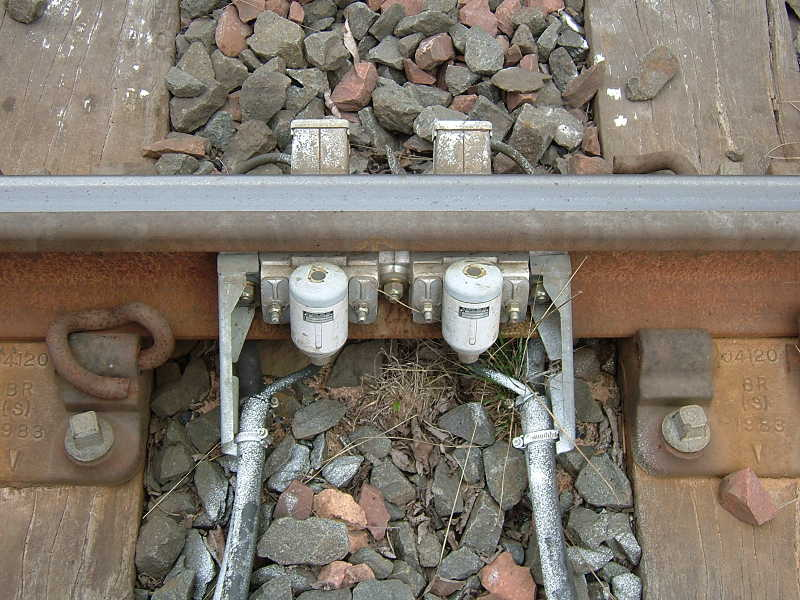
Contador de ejes.

Los contadores de ejes son dispositivos electromagnéticos instalados al lado de los carriles, que cuentan el número de ejes que pasan por encima del mismo. Se instala uno a la entrada de cada cantón y otro a la salida del mismo. Cuando el primer eje del tren accede al cantón y pasa por encima del contador de entrada, el cantón se considera ocupado y el sistema actúa sobre la señalización correspondiente. Cuando el primer eje pasa por el contador de salida, el sistema empieza a restar el número de ejes que hay en el cantón. Para que el cantón se encuentre libre de nuevo, el número de ejes en su interior debe ser cero, es decir, que se hayan contado los mismos ejes a la entrada y a la salida del mismo, lo cual garantiza que el tren ha liberado el cantón completamente. Si por alguna incidencia uno de los dos contadores fallase y no se contase correctamente el número de ejes, o el tren tuviera que retroceder por alguna incidencia, el sistema seguiría considerando ocupado el cantón, aunque el tren lo haya liberado físicamente. El procedimiento para considerar libre el cantón y rearmar el sistema consiste, básicamente, en comprobar mediante personal autorizado que el tren realmente liberó el cantón, y actuar sobre unos dispositivos de mando para reiniciar los contadores; este procedimiento es conocido como desbloqueo artificial.

### Circuitos de vía
Los circuitos de vía son el sistema más común y consiste en realizar un circuito eléctrico a través de los carriles que se cortocircuita cuando un tren une eléctricamente a través de sus ruedas ambos carriles. Cuando un tren accede al cantón, lo cortocircuita, el sistema lo considera ocupado, y se actúa sobre la señalización correspondiente. Se considera libre cuando el tren lo abandona y deja abierto de nuevo el circuito sobre los carriles. Una de sus ventajas es la ruptura del circuito cuando se rompe el carril, protegiendo el cantón en caso de una rotura de carril, ya que el efecto sobre la señalización es el mismo que si estuviera un tren ocupándolo. Entre sus desventajas está la dificultad de establecer cantones demasiado largos debido a la resistencia eléctrica de los carriles, o la dificultad de vehículos pequeños como las dresinas para cortocircuitar la vía.

### Sistemas informáticos y de posicionamiento
Son los sistemas más modernos, utilizados en redes de metro, alta velocidad y algunas de cercanías. El tren guarda una comunicación constante con los sistemas de seguridad del bloqueo, informándose mutuamente del punto exacto de la vía en el que se encuentra. Tiene la ventaja de permitir cantones móviles, es decir, el tren es el propio cantón, lo cual permite menor distancia entre trenes a mayor velocidad, redundando en una explotación más ágil. Es el sistema que utilizan los bloqueos de control automático, y solo pueden ser utilizados por trenes especialmente dotados de los equipos necesarios.